# Athlétisme à l'Universiade d'été de 2001
Navigation
Palma de Majorque 1999 Daegu 2003
Les épreuves d'athlétisme de l'Universiade d'été 2001 se sont déroulées à Pékin, en Chine.

## Résultats

### Hommes
| 100 m | Marcus Brunson 10 s 15                                                         | Gennadiy Chernovol 10 s 29                                                                | Chris Lambert 10 s 38                                                           |
| 200 m | Marcin Urbas 20 s 56                                                           | Gennadiy Chernovol 20 s 57                                                                | Corné du Plessis 20 s 58                                                        |
| 400 m | Andrew Pierce 45 s 34                                                          | Clinton Hill 45 s 63                                                                      | Andriy Tverdostup 45 s 78                                                       |
| 800 m | Khalid Tighazouine 1 min 45 s 27                                               | Derrick Peterson 1 min 45 s 49                                                            | Otukile Lekote 1 min 45 s 63                                                    |
| 1 500 m | Pedro Antonio Esteso 3 min 43 s 98                                             | Gareth Turnbull 3 min 44 s 21                                                             | Alexis Abraham 3 min 44 s 48                                                    |
| 5 000 m | Serhiy Lebid 13 min 44 s 24                                                    | Mikhayil Yeginov 13 min 46 s 63                                                           | Christian Belz 13 min 48 s 21                                                   |
| 10 000 m | John Kanyi 28 min 27 s 42                                                      | Ignacio Cáceres 28 min 43 s 63                                                            | Kazuyoshi Tokumoto 28 min 47 s 34                                               |
| 110 m haies | Liu Xiang 13 s 33                                                              | Elmar Lichtenegger 13 s 36                                                                | Robert Kronberg 13 s 40                                                         |
| 400 m haies | Alwyn Myburgh 48 s 09 UR                                                       | Yevgeniy Meleshenko 48 s 46                                                               | Chen Tien-Wen 48 s 63                                                           |
| 3000 m steeple | Anthony Famiglietti 8 min 21 s 97                                              | Jakub Czaja 8 min 23 s 00                                                                 | Christian Belz 8 min 24 s 46                                                    |
| 4 × 100 m | Japon Shingo Kawabata Kenji Nara Yusuke Omae Masayuki Okusako 38 s 77          | États-Unis Kaaron Conwright Gerald Williams Josh Norman Marcus Brunson 39 s 14            | Italie Andrea Rabino Luca Verdecchia Andrea Colombo Massimiliano Donati 39 s 35 |
| 4 × 400 m | États-Unis Thomas Gerding Brandon Couts Andrew Pierce Geno White 3 min 02 s 83 | Ukraine Oleksandr Kaydash Volodymyr Rybalka Yevhen Zyukov Andriy Tverdostup 3 min 02 s 87 | Japon Mitsuhiro Sato Ken Yoshizawa Ryuji Muraki Masayuki Okusako 3 min 03 s 63  |
| Semi marathon | Masakazu Fujiwara 1 h 04 min 12 s                                              | Wodage Zvadya 1 h 04 min 30 s                                                             | Ryoji Matsushita 1 h 04 min 53 s                                                |
| 20 km marche | Lorenzo Civallero 1 h 24 min 42 s                                              | Juan Manuel Molina 1 h 25 min 07 s                                                        | He Xiaodong 1 h 25 min 17 s                                                     |
| Saut en hauteur | Aleksandr Kravtsov 2,28 m                                                      | Gennadiy Moroz 2,28 m                                                                     | Tora Harris 2,26 m                                                              |
| Saut à la perche | Aleksandr Averbukh 5,80 m                                                      | Štěpán Janáček 5,70 m                                                                     | Laurens Looije 5,60 m                                                           |
| Saut en longueur | Miguel Pate 8,07 m                                                             | Stephan Louw 8,04 m                                                                       | Gable Garenamotse 7,99 m                                                        |
| Triple saut | Kenta Bell 17,22 m                                                             | Marian Oprea 17,11 m                                                                      | Jadel Gregório 16,92 m                                                          |
| Lancer du poids | Manuel Martínez Gutiérrez 20,97 m                                              | Yuriy Bilonoh 20,16 m                                                                     | Milan Haborák 19,90 m                                                           |
| Lancer du disque | Aleksander Tammert 65,19 m                                                     | Leonid Cherevko 63,15 m                                                                   | Aleksandr Malashevich 62,81 m                                                   |
| Lancer du marteau | Nicola Vizzoni 78,41 m                                                         | Vladislav Piskunov 77,99 m                                                                | Adrián Annus 77,73 m                                                            |
| Lancer du javelot | Ēriks Rags 82,72 m                                                             | Isbel Luaces 81,68 m                                                                      | Gergely Horváth 80,03 m                                                         |
| Décathlon | Raúl Duany 8069 pts                                                            | Volodymyr Mykhailenko 8019 pts                                                            | Qi Haifeng 8019 pts                                                             |
| Records et Performances - AR : Record continental (area record) - CR : Record des championnats (championship record) - MR : Record du meeting (meet record) - NR : Record national (national record) - OR : Record olympique (olympic record) - PR : Record paralympique (paralympic record) - PB : Record personnel (personal best) - SB : Meilleure performance personnelle de la saison (season's best) - WL : Meilleure performance mondiale de l'année (world leader) - WJR : Record du monde junior (world junior record) - WR : Record du monde (world record) Circonstances et Conditions - DNF : N'a pas terminé (did not finish) - DNS : N'a pas pris le départ (did not start) - DQ : Disqualification (disqualification) - NM : Aucun essai valable enregistré (No Mark) - Q : Qualifié « directement » au prochain tour (ou à la prochaine compétition), lors d'une compétition majeure, grâce au classement ou à la réalisation des minima (automatic qualifier) - q : Qualifié au prochain tour (ou à la prochaine compétition), lors d'une compétition majeure, grâce au repêchage ou à la réalisation de l'une des meilleures performances parmi celles des « non qualifiés directement » (grâce au meilleur temps ou à la meilleure distance par exemple) (secondary qualifier) |                                                                                |                                                                                           |                                                                                 |

### Femmes
| 100 m | Abi Oyepitan 11 s 42                                                                      | Zeng Xiujun 11 s 58                                                               | Mireille Donders 11 s 59                                                                      |
| 200 m | Li Xuemei 22 s 86                                                                         | Kim Gevaert 22 s 94                                                               | Natallia Safronnikava 23 s 16                                                                 |
| 400 m | Demetria Washington 51 s 22                                                               | Otilia Ruicu 51 s 82                                                              | Mikele Barber 51 s 92                                                                         |
| 800 m | Brigita Langerholc 2 min 00 s 96                                                          | Nedia Semedo 2 min 01 s 64                                                        | Tatyana Rodionova 2 min 01 s 68                                                               |
| 1 500 m | Süreyya Ayhan 4 min 06 s 91                                                               | Maria Cristina Grosu 4 min 08 s 84                                                | Sabina Fischer 4 min 08 s 93                                                                  |
| 5 000 m | Dong Yanmei 15 min 30 s 28                                                                | Tatyana Khmeleva 15 min 43 s 18                                                   | Yoshiko Fujinaga 15 min 43 s 94                                                               |
| 10 000 m | Dong Yanmei 32 min 45 s 14                                                                | Yoshiko Fujinaga 32 min 53 s 55                                                   | Yukiko Akaba 32 min 57 s 35                                                                   |
| 100 m haies | Su Yiping 12 s 95                                                                         | Maurren Maggi 13 s 13                                                             | Jacquie Munro 13 s 17                                                                         |
| 400 m haies | Tasha Danvers 54 s 94                                                                     | Malgorzata Pskit 55 s 27                                                          | Sonia Brito 55 s 72                                                                           |
| 4 × 100 m | Chine Chen Yueqin Yan Jiankui Li Xuemei Zeng Xiujun 43 s 72                               | Brésil Maíla Machado Lucimar Moura Maurren Maggi Rosemar Coelho Neto 44 s 13      | France Sylvanie Morandais Reïna-Flor Okori Katia Benth Céline Thelamon 44 s 24                |
| 4 × 400 m | États-Unis Me'Lisa Barber Mikele Barber Carolyn Jackson Demetria Washington 3 min 28 s 04 | Royaume-Uni Tracey Duncan Tasha Danvers Jenny Meadows Lee McConnell 3 min 30 s 40 | Biélorussie Natallia Safronnikava Sviatlana Usovich Anna Kozak Iryna Khliustava 3 min 30 s 65 |
| Semi marathon | Ham Bong-Sil 1 h 15 min 24 s                                                              | Miki Oyama 1 h 15 min 31 s                                                        | Kim Chang-Ok 1 h 15 min 36 s                                                                  |
| 10 km marche | Gao Hongmiao 43 min 20 s UR                                                               | Susana Feitor 43 min 40 s                                                         | Wang Liping 44 min 01 s                                                                       |
| Saut en hauteur | Vita Palamar 1,96 m                                                                       | Nicole Forrester 1,94 m                                                           | Nevena Lendjel 1,91 m                                                                         |
| Saut à la perche | Gao Shuying 4,52 m UR                                                                     | Sabine Schulte 4,35 m                                                             | Šárka Mládková 4,20 m                                                                         |
| Saut en longueur | Maurren Maggi 6,83 m                                                                      | Guan Yingnan 6,56 m                                                               | Kumiko Ikeda 6,52 m                                                                           |
| Triple saut | Tatyana Lebedeva 14,81 m UR                                                               | Natallia Safronava 14,57 m                                                        | Yelena Oleynikova w 14,39 m                                                                   |
| Lancer du poids | Yumileidi Cumbá 18,90 m                                                                   | Lee Myung-Sun 18,79 m                                                             | Katarzyna Zakowicz 18,31 m                                                                    |
| Lancer du disque | Li Qiumei 61,66 m                                                                         | Li Yanfeng 60,50 m                                                                | Mélina Robert-Michon 58,04 m                                                                  |
| Lancer du marteau | Manuela Montebrun 69,78 m                                                                 | Yipsi Moreno 68,39 m                                                              | Lyudmila Gubkina 67,97 m                                                                      |
| Lancer du javelot | Osleidys Menéndez 69,82 m UR                                                              | Nikola Tomecková 62,20 m                                                          | Wei Jianhua 57,84 m                                                                           |
| Heptathlon | Jane Jamieson 6041 pts                                                                    | Svetlana Sokolova 5985 pts                                                        | Sonja Kesselschläger 5973 pts                                                                 |
| Records et Performances - AR : Record continental (area record) - CR : Record des championnats (championship record) - MR : Record du meeting (meet record) - NR : Record national (national record) - OR : Record olympique (olympic record) - PR : Record paralympique (paralympic record) - PB : Record personnel (personal best) - SB : Meilleure performance personnelle de la saison (season's best) - WL : Meilleure performance mondiale de l'année (world leader) - WJR : Record du monde junior (world junior record) - WR : Record du monde (world record) Circonstances et Conditions - DNF : N'a pas terminé (did not finish) - DNS : N'a pas pris le départ (did not start) - DQ : Disqualification (disqualification) - NM : Aucun essai valable enregistré (No Mark) - Q : Qualifié « directement » au prochain tour (ou à la prochaine compétition), lors d'une compétition majeure, grâce au classement ou à la réalisation des minima (automatic qualifier) - q : Qualifié au prochain tour (ou à la prochaine compétition), lors d'une compétition majeure, grâce au repêchage ou à la réalisation de l'une des meilleures performances parmi celles des « non qualifiés directement » (grâce au meilleur temps ou à la meilleure distance par exemple) (secondary qualifier) |                                                                                           |                                                                                   |                                                                                               |

## Tableau des médailles
| Rang  | Nation | Or | Argent | Bronze | Total |
| ----- | ------ | -- | ------ | ------ | ----- |
| 1     | CHN    | 9  | 3      | 4      | 16    |
| 2     | USA    | 8  | 2      | 2      | 12    |
| 3     | CUB    | 3  | 2      | 0      | 5     |
| 4     | UKR    | 2  | 4      | 1      | 7     |
| 5     | RUS    | 2  | 3      | 2      | 7     |
| 6     | JPN    | 2  | 2      | 6      | 10    |
| 7     | ESP    | 2  | 2      | 0      | 4     |
| 8     | GBR    | 2  | 1      | 1      | 4     |
| 9     | ITA    | 2  | 0      | 1      | 3     |
| 10=   | BRA    | 1  | 2      | 1      | 4     |
| 10=   | POL    | 1  | 2      | 1      | 4     |
| 12    | AUS    | 1  | 1      | 2      | 4     |
| 13    | ISR    | 1  | 1      | 0      | 2     |
| 14    | FRA    | 1  | 0      | 3      | 4     |
| 15=   | PRK    | 1  | 0      | 1      | 2     |
| 15=   | RSA    | 1  | 0      | 1      | 2     |
| 17=   | EST    | 1  | 0      | 0      | 1     |
| 17=   | KEN    | 1  | 0      | 0      | 1     |
| 17=   | LAT    | 1  | 0      | 0      | 1     |
| 17=   | MAR    | 1  | 0      | 0      | 1     |
| 17=   | SLO    | 1  | 0      | 0      | 1     |
| 17=   | TUR    | 1  | 0      | 0      | 1     |
| 23    | BLR    | 0  | 3      | 4      | 7     |
| 24=   | KAZ    | 0  | 3      | 0      | 3     |
| 24=   | ROU    | 0  | 3      | 0      | 3     |
| 26    | CZE    | 0  | 2      | 1      | 3     |
| 27    | POR    | 0  | 2      | 0      | 2     |
| 28    | GER    | 0  | 1      | 1      | 2     |
| 29=   | AUT    | 0  | 1      | 0      | 1     |
| 29=   | BEL    | 0  | 1      | 0      | 1     |
| 29=   | CAN    | 0  | 1      | 0      | 1     |
| 29=   | IRL    | 0  | 1      | 0      | 1     |
| 29=   | KOR    | 0  | 1      | 0      | 1     |
| 29=   | NAM    | 0  | 1      | 0      | 1     |
| 35    | SUI    | 0  | 0      | 4      | 4     |
| 36=   | BOT    | 0  | 0      | 2      | 2     |
| 36=   | HUN    | 0  | 0      | 2      | 2     |
| 38=   | CRO    | 0  | 0      | 1      | 1     |
| 38=   | NED    | 0  | 0      | 1      | 1     |
| 38=   | SVK    | 0  | 0      | 1      | 1     |
| 38=   | SWE    | 0  | 0      | 1      | 1     |
| 38=   | TPE    | 0  | 0      | 1      | 1     |
| Total | Total  | 45 | 45     | 45     | 135   |